# Цветан Кръстев
Цветан Кръстев е бивш български футболист и международен футболен съдия и водещ.

## Състезателна кариера
Кръстев е юноша на Сокол Коматево, където негов първи треньор е Атанас Узунов. През лятото на 1998 г. е привлечен в актуалния тогава шампион Литекс заедно със своя съотборник Атанас Борносузов.
Още същия сезон е пратен под наем в сателитния тогава отбор Добруджа Добрич, заедно със своите съотборници Методи Стойнев, Христо Терзиев и Иван Русев.
Носител на купата на страната през 2001 с Литекс, вицешампион през 2002 и бронзов медалист през 2003 година.
Дебютът му в европейските клубни турнири е на 27 септември 2001 г. срещу Интер Братислава, когато влиза като смяна на Небойша Йеленкович. Взима участие и при гостуващите победи над Унион Берлин и Панатинайкос, заменяйки и в двата мача Атанас Борносузов. Играе 90 минути във финала за Купата на България през сезон 2002/03, загубен от Левски София с 1:2.

## Съдия
След края на кариерата си започва да ръководи мачове от А и Б група. Прекратява кариерата си на 18 април 2016 г.

## Успехи
Литекс (Ловеч)
- Купа на България (1): 2000–01
  - Финалист (1): 2002–03
- А група
  - Вицешампион (1): 2001–02
    - Бровзов медалист (1): 2002–03